# Komandarm de 2n Rang

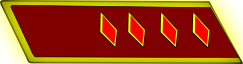
Insignía de Comandant d'Exèrcit de 2n Rang. El fons depenia de l'especialitat de la unitat.

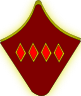
Insignia de Komandarm de 2n Rang per la punta de la solapa del abric o jaqueta.

Komandarm de 2n Rang (rus:командарм 2-го ранга), traduït com a "Comandant d'Exèrcit de 2n Rang" va ser un grau militar de l'Exèrcit Roig. Komandarm és la contracció de Comandant d'Exèrcit («командующий армией»). Va ser creat pel Comitè Central Executiu de la Unió Soviètica i el Consell de Comissaris del Poble el 23 de setembre de 1935 mitjançant el decret "Per la introducció de dades personals en els graus militars de l'Exèrcit Roig", i derogat el 7 de maig de 1940 pel decret "Per l'establiment dels graus militars d'alt comandament a l'Exèrcit Roig".
Estava situat entre els rangs de Komandarm de 1r Rang i el de Komkor. Equivalia al rang de Comissari de 2n Rang per a la Seguretat de l'Estat.
Al crear-se el 1935 va concedir-se a 10 comandants militars; però tres anys després, va augmentar molt. A finals de la dècada de 1930, a causa del creixement demogràfic, augmentà el nombre de Komandarm de 2a a l'Exèrcit Roig (21 abans de juny de 1941). Amb la introducció del rang de general el 1940, la majoria dels Komandarms de 2a (12) van rebre el rang de tinent general; 7 van ser promoguts a coronel general i 2, a General d'Exèrcit.

## La Insígnia
La insígnia de rang de Komandarm de 2n rang és de 4 diamants, però a diferència del rang de konandarm de 1r rang, no hi ha cap estrella.

## Llista de Komandarms de 2n rang
Amb l'aprovació del decret sobre l'aprovació dels oficials superiors i oficials a l'Exèrcit Roig el 20 de novembre de 1935, van ser promoguts al rang de Komandarm de 2n rang:
- Pavel Dibenko, comandant del Districte Militar del Volga
- Mikhaïl Lewandowski, comandant del Districte Militar de Transcaucàsia
- Ivan Dubowoj, comandant del Districte Militar de Kharkov
- Ivan Fedko, comandant del Grup Especial de les Forces Marítimes de l'Orient Llunyà Bandera Roja
- Avgust Kork, director de l'Acadèmia Militar Frunze
- Nikolai Kaixirin, comandant del Districte Militar del Caucas Nord
- Aleksandr Seiakin, adjunt al Cap de l'Estat Major de l'Exèrcit Roig
- Iakov Alksnis, cap de l'Força Aèria de l'Exèrcit Roig
- Innocenci Halepski
- Joachim Vatsetis, ajudant del Comissari del Poble per la Defensa

La resta de Komandarms de 2n rang van ser:
- Mikhaïl Velikanov, promogut el 14 de juny de 1937
- Grigori Kulik, promogut el 14 de juny de 1937, va arribar a ser Mariscal de la Unió Soviètica
- Semion Timoixenko, promogut el 28 de juliol de 1937, va arribar a ser Mariscal de la Unió Soviètica
- Aleksandr Loktonov, promogut el 28 de juliol de 1937
- Mikhaïl Kovaliov, promogut el 2 de juliol de 1939
- Ivan Bóldino, promogut el 5 de desembre de 1939
- Ivan Zakharkin, promogut el 5 de desembre de 1939
- Mikhaïl Efremov, promogut el 5 de desembre de 1939
- Vladimir Kurdiumov, promogut el 5 de desembre de 1939
- Ivan Smorodinov, promogut el 5 de desembre de 1939
- Iósif Apanasenko, promogut el 1939
- Oka Gorodovikov, promogut el 1939
- Ivan Koniev, promogut el 1939, va arribar a ser Mariscal de la Unió Soviètica
- Vladimir Katxalov, promogut el 1939
- Stepan Kalinin, promogut el 1939
- Ivan Tiulenev, promogut el 1939
- Mikhaïl Khozin, promogut el 1939
- Grigori Stern, promogut el 1939
- Vsevolod Iakovlev, promogut el 1939
- Kiril Meretskov, promogut el 7 de desembre de 1939, va arribar a ser Mariscal de la Unió Soviètica
- Vladimir Grendal, promogut el 21 de gener de 1940
- Nikolai Voronov, promogut el 22 de març de 1940
- Dmitri Pavlov, promogut el 27 de març de 1940
- Iakov Smuixkevitx, promogut el 4 d'abril de 1940